# Nuclear Blast
Nuclear Blast (с англ. — «ядерный взрыв») — немецкий лейбл звукозаписи. На лейбле издаются записи многих известных исполнителей различных жанров метал-направления. 
Дебютировал в 1987 году выпуском на виниле хардкор-сборника Senseless Death. В России лицензионная продукция Nuclear Blast издавалась лейблами Final Holocaust, а затем Irond Records.
В 2007 году, в честь своего двадцатилетия, Nuclear Blast выпустил два сборника Nuclear Blast All-Stars: Into the Light и Nuclear Blast All-Stars: Out of the Dark.
В октябре 2018 французский независимый лейбл Believe Digital приобрёл контрольный пакет акций Nuclear Blast.

## Издаваемые сборники
- Beauty in Darkness — серия видеосборников, содержащих видеоклипы музыкальных групп.
- Monsters of Metal — серия сборников видеоклипов музыкальных групп.
- Monsters of Death — серия сборников видеоклипов музыкальных групп, играющих в стиле дэт-метал и брутальный дэт-метал.
- Death… is just the beginning — серия сборников видеоклипов музыкальных групп.